# Latinxua Sin Wenz

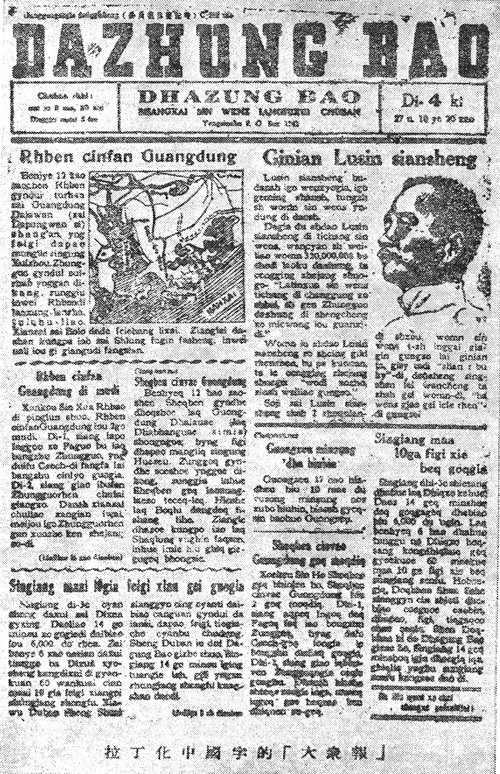
Vydání čínských novin Dazhung Bao (大眾报, 1932) psaných latinkou Latinxua Sin Wenz

Latinxua Sin Wenz (čínsky v českém přepisu La-ting-chua Sin Wen-c’, pchin-jinem Lādīnghuà Xīn Wénzì, znaky zjednodušené 拉丁化新文字, také Sin Wenz, „nové písmo“, Zhungguo Latinxua Sin Wenz „čínské latinizační nové písmo“, Latinxua, „latinizace“) je historická romanizace pro čínské jazyky užívaná v 30. a 40. letech 20. století. Systém počítal s odlišnými přepisy podle výslovností znaků jednotlivých čínských dialektů, výraz Latinxua Sin Wenz tak obvykle odkazuje na Beifangxua Latinxua Sin Wenz, který byl navržen pro standardní čínštinu. Systém neumožňoval zvláštní značení pro tóny (znal pouze několik nepravidelných případů, kde značení tónů bylo možné), což sice zajistilo jednoduchost systému (a zprvu velkou oblibu), v důsledku to byl jeden z důvodů opuštění systému. 
Latinxua Sin Wenz je historicky pozoruhodná jakožto první romanizační systém používaný místo čínských znaků rodilými čínskými mluvčími. Původně byla vytvořena čínskými a ruskými vědci v Sovětském svazu a používána tamními čínskými imigranty, dokud většina z nich neopustila zemi. Později byl systém po nějakou dobu oblíbený v severní Číně, kde byl použit ve více než 300 publikacích, než bylo jeho používání ukončeno Čínskou lidovou republikou. 

## Historie a vývoj
Práce na vytvoření systému Beifangxua Latinxua Sin Wenz (北方話拉丁化新文字) začaly v Moskvě již v roce 1928, kdy se sovětský vědecký výzkumný ústav o Číně snažil vytvořit prostředek, pomocí něhož by velká čínská komunita (převážně dělníci ve Vladivostoku a Chabarovsku) žijící na dálném východu SSSR mohla být gramotná, což by usnadnilo jejich další vzdělávání. 
U systému Latinxua Sin Wenz se od počátku počítalo, že jakmile bude zaveden, nahradí čínské znaky. Použití latinky namísto cyrilice souviselo s obecnou latinizací (latinizace v Sovětském svazu), proto se vědci domnívali, že latinizace čínštiny přinese lepší výsledky než její cyrilizace. Systém byl na rozdíl od Gwoyeu Romatzyh méně jednoznačný kvůli absenci značení tónů, ale díky tomu se ho mohly rychle učit široké vrstvy mluvčích. 
Průkopníky systému byl moskevský čínský literát a politik Čchü Čchiou-paj (Qu Qiubai, 1899–1935) a ruský lingvista V. S. Kolokolov (1896–1979), kteří první návrh předložili roku 1929. 
Následně v roce 1931 díky koordinovanému úsilí mezi sovětskými sinology V. M. Alexejevem, A. A. Dragunovem a A. G. Šrprincinem a moskevskými čínskými vědci Čchü Čchiou-paj, Wu Jü-čangem, Lin Po-čchüem, Siao Sanem, Wang Siang-paem a Sü Tche-lim byl systém Latinxua Sin Wenz dokončen. Systém byl podporován řadou čínských intelektuálů, jako Kuo Mo-žo a Lu Sün, následující čtyři roky byly s tímto systémem prováděny testy mezi 100 000 čínskými přistěhovaleckými dělníky a později, v letech 1940–1942, na komunistickém severu Číny. Ještě v listopadu 1949 přijaly železnice na severovýchodě Číny systém Latinxua Sin Wenz pro všechny své telekomunikace.
Ovšem se vznikem samostatné Čínské lidové republiky začalo docházet k útlumu používání systému Latinxua Sin Wenz a byl postupně nahrazen systémem pchin-jin (pinyin).